# Overijsselse Kanalen
De Overijsselse Kanalen zijn drie kanalen in de Nederlandse provincie Overijssel:
- Zwolle - Lemelerveld - Vroomshoop (Overijssels Kanaal)
- Lemelerveld - Raalte - Deventer (zijkanaal van het Overijssels Kanaal)
- Almelo -Vroomshoop - De Haandrik (Kanaal Almelo-De Haandrik)

De kanalen Zwolle - Vroomshoop en Lemelerveld - Deventer zijn gesloten voor de scheepvaart. Het kanaal Almelo-De Haandrik is nog in gebruik en geeft aansluiting op het Twentekanaal (zijtak Almelo) en Coevorden-Vechtkanaal.

## Geschiedenis
Rond 1850 werd de Overijsselsche Kanalisatie Maatschappij (O.K.M.) opgericht. De maatschappij kreeg de concessie, het recht, om een aantal kanalen te graven in de provincie Overijssel. Het eerste kanaal, gegraven in 1855 is het Overijssels Kanaal van Zwolle via Lemelerveld en Vroomshoop naar Almelo. In 1856 kwam de aftakking van Vroomshoop naar De Haandrik gereed (het latere kanaal Almelo-De Haandrik). Het zijkanaal Lemelerveld-Raalte-Deventer werd in september 1858 geopend. In Almelo sloot het kanaal aan op het Kanaal Almelo-Nordhorn, dat tussen 1884 en 1899 werd gegraven.
Toen het Twentekanaal in de jaren dertig als werkgelegenheidsproject werd gegraven, kwam de O.K.M. in de problemen. In 1941 werd de NV Maatschappij Overijsselsche Kanalen opgericht, om een oplossing te vinden voor het dalende rendement van de kanalen. De zijtak van het Twentekanaal naar Almelo (opening in 1938) werd in 1953 doorgetrokken van de buitenhaven (waar nu de Wierdense brug ligt) naar het Overijssel Kanaal. Dit bevorderde de scheepvaart op het traject Almelo-Coevorden. In 1965 werd dit traject daarom verdiept.

### Zijkanaal Lemelerveld-Raalte-Deventer
In Deventer kwam het zijkanaal bij de Snippeling uit op de Schipbeek. Via de Schipbeek konden schepen langs het Hoornwerk ten oosten van Deventer doorvaren naar de Buitengracht en van daaruit naar de Stadshaven en de IJssel via de in 1853 aangelegde Raamsluis (ook wel Pothoofdsluis genoemd), een schutsluis die de verbinding reguleerde tussen de IJssel en het zijkanaal.
Waar de Schipbeek uitkwam in de Buitengracht werd een deel van de Buitengracht in de jaren 1880 omgevormd tot de Handelshaven, door de aanleg van de Handelskade.
Eind jaren ’40 werd de hoofdvaarroute verlegd toen het zijkanaal vanaf de Snippeling, waar het uitkwam op de Schipbeek, werd verlengd door de aanleg van het ‘basiskanaal’ naar de in de jaren jaren ‘20 aangelegde Nieuwe Haven (ook wel Industriehaven of Binnenhaven genoemd). Tussen de Industriehaven en de IJssel werd de nieuwe Prins Bernhardsluis (1951) aangelegd.
Het deel van de Schipheek tussen de Buitengracht en het kanaal bij de Snippeling raakte als vaarroute in onbruik en werd in de loop der tijd verlegd, afgesloten en gedeeltelijk gedempt. De Handelshaven verdween en de Raamsluis werd gedempt.

## Sluiting
De kanalen Zwolle-Vroomshoop en Lemelerveld-Raalte werden in 1964 gesloten en overgedragen aan het Waterschap Salland. Toen het traject Raalte-Deventer in de jaren zeventig gesloten dreigde te worden, leidde dit tot verzet van de gemeente Raalte. Uit protest gingen enkele raadsleden en bewoners van Raalte verkleed als Vikingen naar Den Haag. De financiële middelen waren echter niet aanwezig om het kanaal open te houden en op 29 juli 1988 sloot het kanaal definitief.